# Dibenzylidenoaceton
Dibenzylidenoaceton, lub dibenzalaceton (w skrócie dba) – organiczny związek chemiczny z grupy ketonów. Jako ciało stałe ma kolor jasnożółty i jest rozpuszczalny w etanolu, ale nie w wodzie. Dibenzalaceton wykorzystywany jest jako składnik środków do opalania, jest również ligandem w związkach metaloorganicznych.

## Otrzymywanie
Dibenzylidenoaceton można otrzymać poprzez kondensację aldolową benzaldehydu z acetonem, z udziałem wodorotlenku sodu i mieszaniny wody z etanolem. W ten sposób powstaje izomer trans-trans, tj. (E,E)-1,5-difenylo-1,4-pentadien-3-on. Zapis reakcji:

Zapis sumaryczny: 2Ph−CHO + CH
3COCH
3 → Ph−CH=CH−C(O)−CH=CH−Ph + 2H
2O